# Fu Chengyu

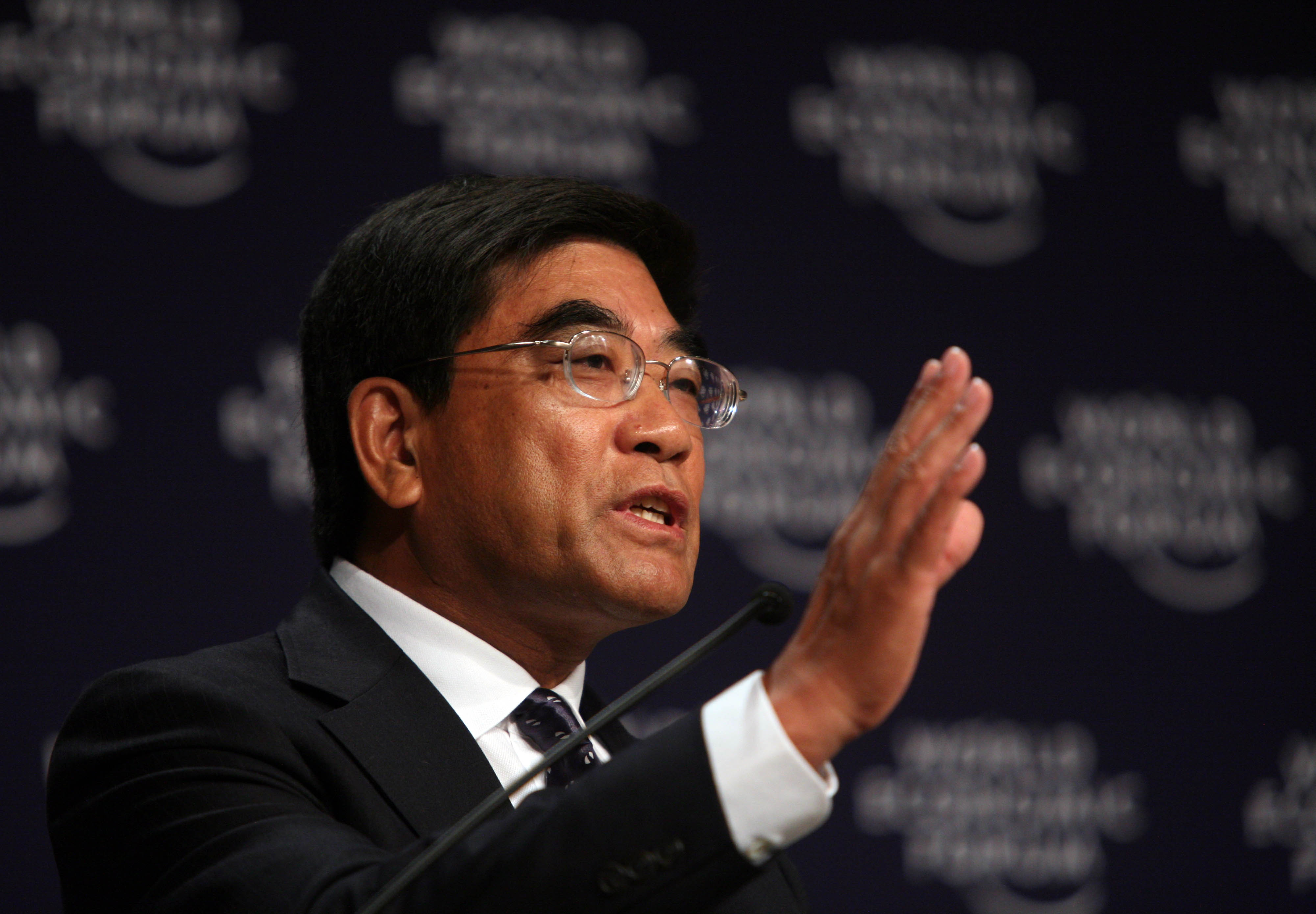
Fu Chengyu beim World Economic Forum 2008

Fu Chengyu (chinesisch 傅成玉, Pinyin Fù Chéngyù; * 1951) ist ein chinesischer Manager.
Fu Chengyu studierte Ingenieurwissenschaften am Northeast Petroleum Institut in Daqing und danach an der University of Southern California. Nach seinem Studium war er ab 1982 viele Jahre für das chinesische Unternehmen China National Offshore Oil (CNOOC) tätig, dessen CEO er wurde. Am 8. April 2012 erklärte die Kommunistische Partei Chinas (KPCh), dass Fu Chengyu, der bis dahin auch Parteisekretär bei CNOOC war, von der KPCh Personalabteilung zum Parteisekretär und Vorsitzenden bei Sinopec bestimmt wurde. Fu Chengyu ist seit April 2011 als Nachfolger von Su Shulin Vorsitzender des chinesischen Unternehmens Sinopec.